# Pitcairn-szigeti nádiposzáta
A Pitcairn-szigeti nádiposzáta (Acrocephalus vaughani) a verébalakúak (Passeriformes) rendjébe, ezen belül a nádiposzátafélék (Acrocephalidae) családjába és az Acrocephalus nembe tartozó faj. 17 centiméter hosszú. A Pitcairn-szigetekhez tartozó Pitcairn-szigeten él. Rovarokkal táplálkozik. Augusztustól januárig költ. Veszélyeztetett, mivel ezernél kevesebb egyed él a 4,6 km²-es területű szigeten.

## Fordítás
- Ez a szócikk részben vagy egészben  a   Pitcairn reed warbler című angol Wikipédia-szócikk fordításán alapul.  Az eredeti cikk szerkesztőit annak laptörténete sorolja fel. Ez a jelzés csupán a megfogalmazás eredetét és a szerzői jogokat jelzi, nem szolgál a cikkben szereplő információk forrásmegjelöléseként.